# Kreis Skrapar
Der Kreis Skrapar (albanisch: Rrethi i Skraparit) war einer der 36 Verwaltungskreise Albaniens, die im Sommer 2015 nach einer Verwaltungsreform aufgehoben worden sind. Der Kreis hatte eine Fläche von 775 Quadratkilometern, in etwa die traditionelle geographische und kulturelle Landschaft Skrapar. Er lag im zentralen Bergland Südalbaniens und gehört zum Qark Berat. Hauptort war Çorovoda.
Der Kreis zählte im Jahr 2011 gemäß Volkszählung 16.721 Einwohner. Von den rund 47.000 Einwohnern, die 1989 im Kreis gelebt hatten, sind somit in 20 Jahren fast zwei Drittel abgewandert. Rund drei Viertel der Bevölkerung zählten sich zu den Bektaschi, der Rest zur Hälfte zum sunnitischen Islam. Daneben gab es eine geringe Zahl Orthodoxer.

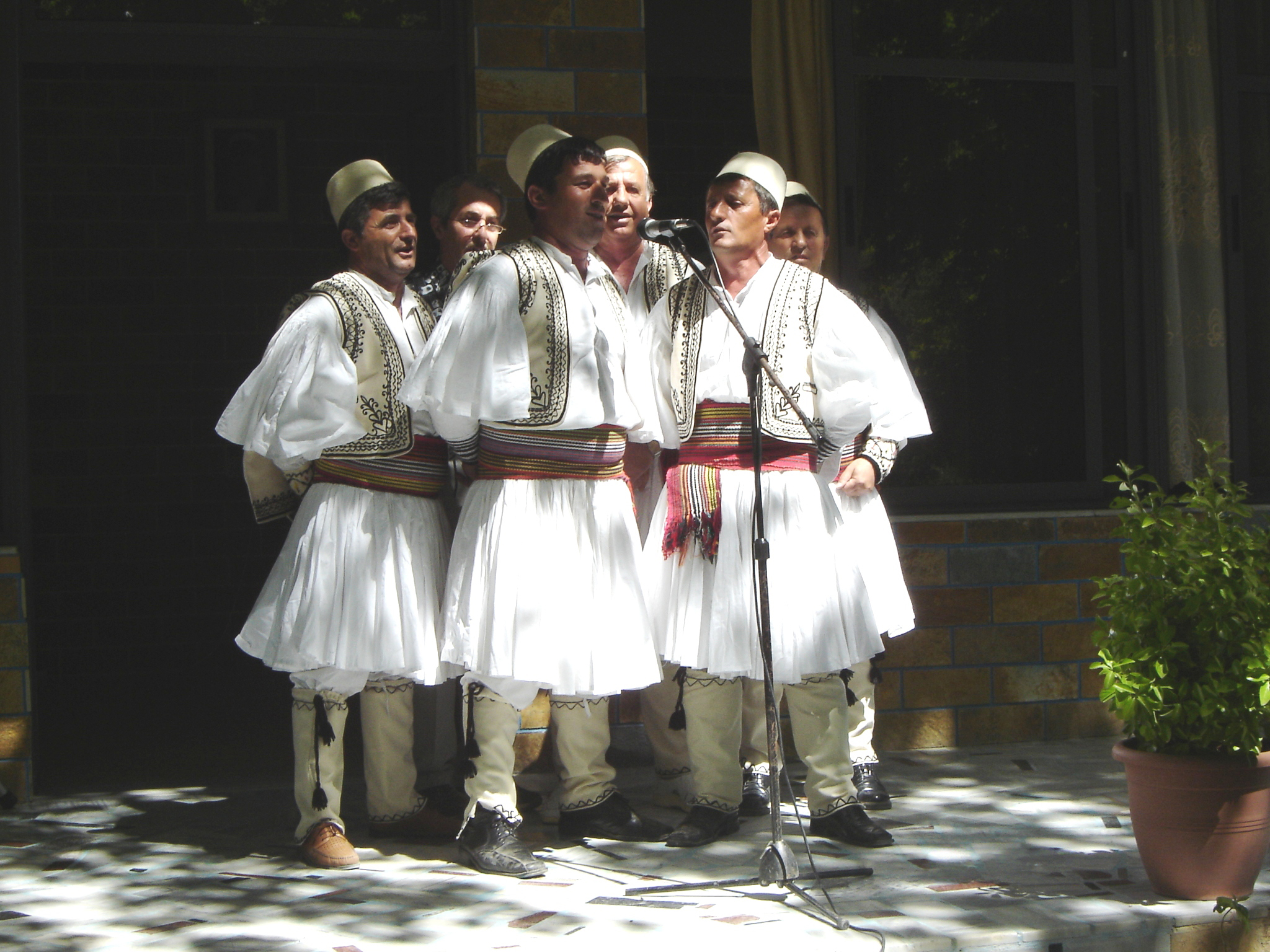
Gesangstruppe in traditionellen Trachten

Der Begriff Skrapar ist ein alter Name der Region, die in ganz Albanien bekannt ist für den besten Raki des Landes und folkloristische, polyphone Musik. Die ursprüngliche Region umfasst auch einige südlich angrenzende Gebiete im Kreis Përmet.
Das Gebiet des Kreises umfasste insbesondere das Tal am Mittellauf des Osum. Südlich von Çorovoda bildet der Osum über rund 15 Kilometer einen tief eingeschnittenen Canyon, der als touristische Attraktion von Skrapar zählt. Zu beiden Seiten des Tals erheben sich Berge von beachtlicher Höhe. Im Nordwesten des Gebiets des Kreises liegt der Tomorr (2415 m ü. A.), der höchste Berg der Region. Seine niedrigere Südspitze liegt komplett im Kreis, die Nordspitze auf der Grenze. Einzig das östlich vom Tomorr gelegene Gebiet wurde nicht zum Osum, sondern zum Devoll entwässert.

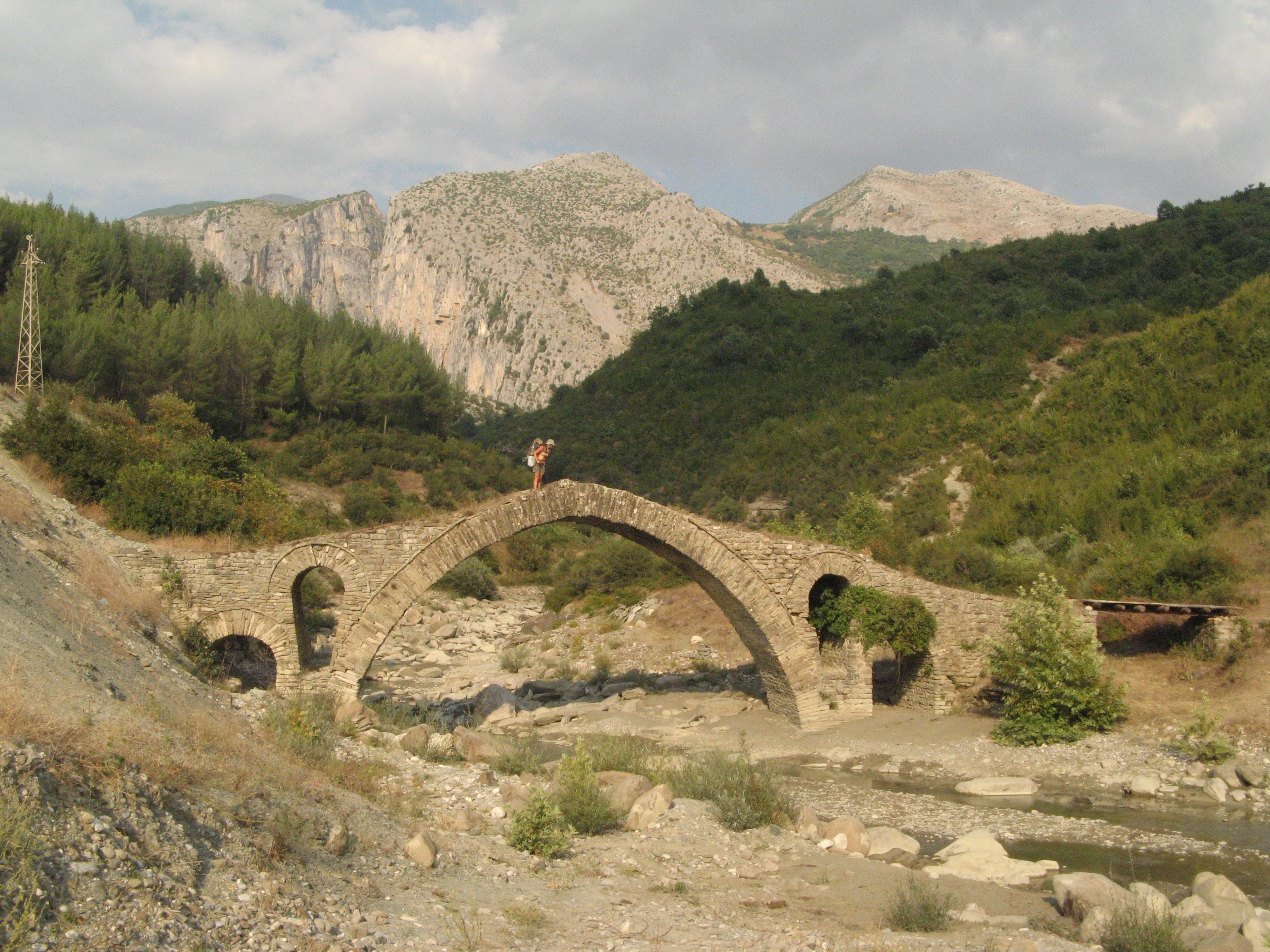
Osmanische Brücke Ura e Kasabashit bei Çorovoda

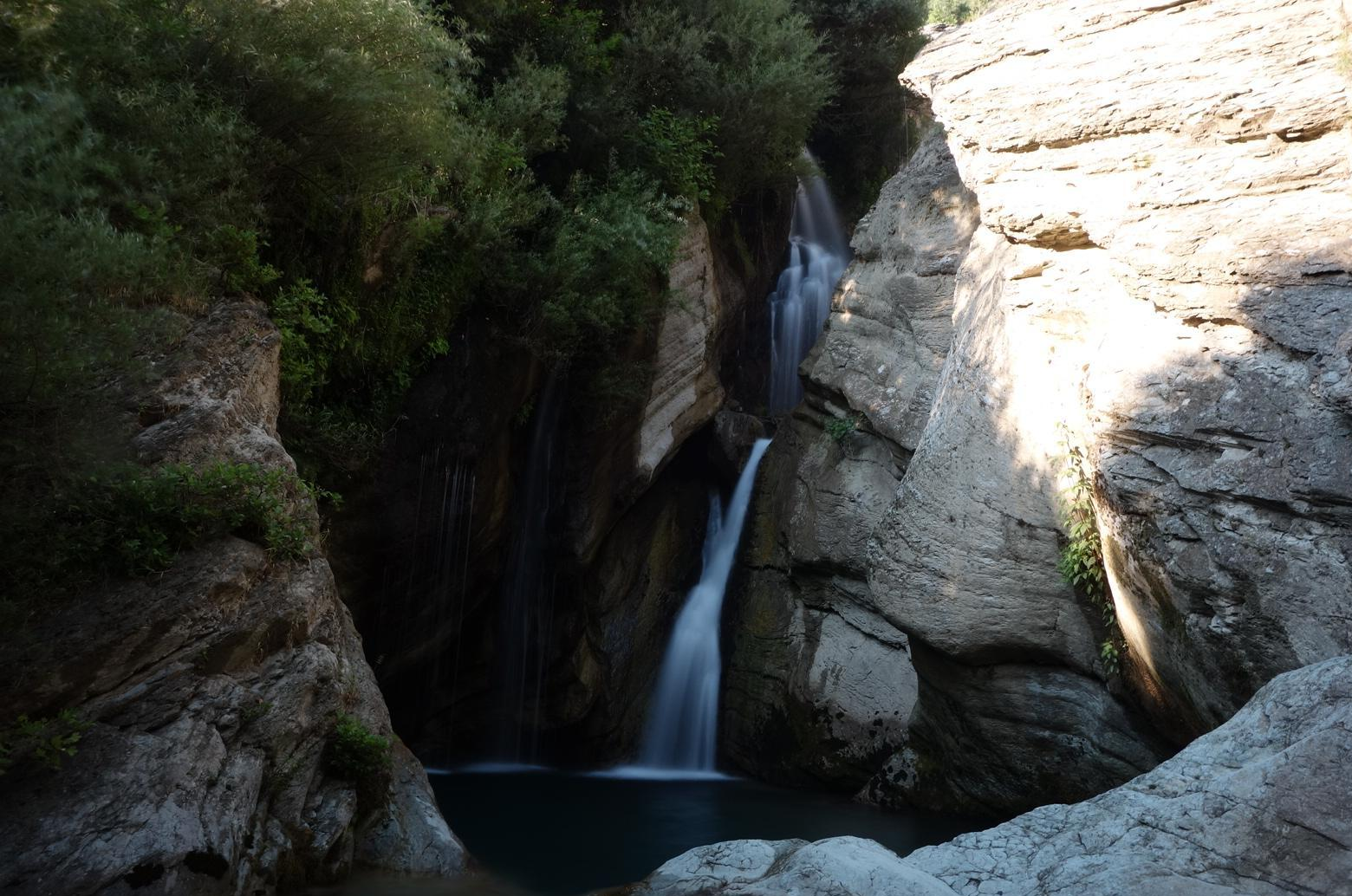
Wasserfall von Bogova

Abgesehen vom Talboden des Osum ist die ganze Region kaum erschlossen. Die meisten Dörfer im Hügelland sind nur schwer zugänglich und können höchstens mit Geländewagen mit hoher Bodenfreiheit erreicht werden.
Nach einer Territorialreform im Jahr 2015 wurde das Gebiet des Kreises zwischen den beiden neuen Gemeinden Skrapar und Poliçan aufgeteilt. Acht kleine Gemeinden im Süden wurden mit Çorovoda zusammengelegt, während Poliçan mit zwei Gemeinden des Kreises Berat vereint wurde.
| Name      | Einwohner (2011) | Neue Gemeinde | Gemeindeart |
| --------- | ---------------- | ------------- | ----------- |
| Çorovoda  | 4.051            | Skrapar       | Bashkia     |
| Poliçan   | 4.318            | Poliçan       | Bashkia     |
| Bogova    | 1.098            | Skrapar       | Komuna      |
| Çepan     | 740              | Skrapar       | Komuna      |
| Gjerbës   | 813              | Skrapar       | Komuna      |
| Leshnja   | 496              | Skrapar       | Komuna      |
| Potom     | 897              | Skrapar       | Komuna      |
| Qendër    | 2.545            | Skrapar       | Komuna      |
| Vendresha | 984              | Skrapar       | Komuna      |
| Zhepa     | 779              | Skrapar       | Komuna      |